# 大演乡
大演乡，是中华人民共和国安徽省池州市石台县下辖的一个乡镇级行政单位。

## 行政区划
大演乡下辖以下地区：
永福村、剡溪村、新农村、新联村、新火村、青联村和新唐村。

## 中国传统村落
2013年8月，严家古村被评为第二批中国传统村落。